# Tsjebarkoelmeer
Het Tsjebarkoelmeer (Russisch: озеро Чебарку́ль) is een meer op de oostelijke hellingen van de Zuidelijke Oeral, gelegen in de Russische oblast Tsjeljabinsk. Het meer ligt op een hoogte van 320 meter boven zeeniveau en heeft een oppervlakte van 19,8 km² en is gewoonlijk bevroren van november tot mei. De aanvoer is gemengd en bestaat vooral uit sneeuw. Het waterniveau in het meer schommelt jaarlijks maximaal met 1,25 meter en bereikt in juni zijn hoogste niveau. De mineralisatie bedraagt 0,3679 gram/liter. Aan het meer ligt de stad Tsjebarkoel.
Het hydroniem is ofwel afkomstig van een samenvoeging van het Basjkierse сибәр (sibär; Tataars: чибәр, çibär); "prachtig" en күл (kül, dat wil zeggen koel); "meer" of van een samentrekking van het Tataarse чыбар (çıbar); "bont" en kül; "meer". Beide etymologieën worden beschouwd als plausibele verklaringen.
In het meer komen kroeskarpers, sander en snoeken voor. In het meer ontstaat de rivier de Kojelga (stroomgebied van de Ob). De oevers van het meer zijn in trek bij het toerisme. In het meer bevinden zich veel beboste eilanden.
Op 15 februari 2013 werd door lokale vissers een groot rond gat in het ijs van het meer gevonden, waarschijnlijk een gevolg van de inslag van een meteoriet(deel). De meteorietinslag veroorzaakte schade in onder meer de nabijgelegen stad Tsjeljabinsk.